# 王三畏
王三畏（？—1652年），陝西西安府咸寧縣人，清朝政治人物。

## 生平
明朝崇禎十五年（1642年）壬午科陝西鄉試第一名舉人（解元），清朝順治四年（1647年）丁亥科三甲第四十八名進士。七年（1650年）正月任漢陽府推官，九年（1652年）八月病卒於官。